# Riedelia subalpina
Riedelia subalpina là một loài thực vật có hoa trong họ Gừng. Loài này được Pieter van Royen miêu tả khoa học đầu tiên năm 1979.

## Phân bố
Loài này được tìm thấy tại Papua New Guinea. Mẫu vật điển hình: W. Vink 16015 thu thập trong dãy núi Kubor, tỉnh Simbu, Papua New Guinea.